# 李德全
李德全（1896年8月9日—1972年4月23日），北京市通县人，中国共产党、中华人民共和国政治人物，原副国级领导人。中华人民共和国首任卫生部兼中國紅十字會首位部长，国民革命军陆军一级上将冯玉祥的第二任夫人。

## 生平
早年李德全就参加反帝反封建的运动。1924年与冯玉祥结婚。一直积极从事抗日救亡活动，培养人才、兴办学校；发起组织妇女学术研究会，从事妇女和社会问题研究等。1937年抗战爆发后，和宋美龄等人一同发起组织“中国战时儿童保育会”，并擔任该会副理事长。抗战结束后，又组织了中国妇女联谊会，任该会主席。1946年2月10日，在重庆“校场口事件”中被国民党特务殴伤。1948年1月，当选为中国国民党革命委员会中央执行委员。  
1948年9月，中国共产党邀请冯玉祥回国参加新政协，冯玉祥及其小女在由美回国途中因轮船失火遇难，共产党继续邀请李德全11月到东北解放区。1949年3月李出席中国妇女第一次全国代表大会，当选为中华全国民主妇女联合会副主席，同时任北京师范大学保育系教授兼系主任。同年9月参加中国人民政治协商会议第一届全体会议，被选为政协全国委员会委员。
中华人民共和国成立后，李德全出任中央人民政府卫生部部长兼中国红十字会会长。1958年12月加入中国共产党。
1972年，李德全在北京病逝，享年76岁。

## 其他职务
历任中苏友好协会总会副会长，政务院文化教育委员会委员，中华全国体育总会（后改为中央人民政府体育运动委员会）副主席，中国人民保卫儿童全国委员会副主席，全国政协第一至三届常务委员、第四届全国政协副主席。